# Aglailson Victor
Victor Moraes Queralvares (Recife, 27 de julho de 1995), é um político brasileiro. É deputado estadual de Pernambuco pelo PSB.

## Biografia
Aglailson Victor ocupa pela primeira vez uma cadeira na câmara estadual. Ele foi eleito em 2022 com 64.714 votos.